# Hubert-von-Herkomer-Preis
Die Stadt Landsberg am Lech verleiht seit 1991 den Kunst- und Kulturpreis der Stadt Landsberg am Lech (Hubert-von-Herkomer-Preis), der seinen Namen nach dem britisch-deutschen Maler und Schriftsteller Hubert von Herkomer erhielt. Damit werden herausragende Personen geehrt, die ihr Werk in Landsberg vorstellen müssen, sei es durch eine Ausstellung (Künstler), ein Konzert (Musiker) oder eine Lesung (Schriftsteller).

## Geschichte
Die Preisverleihung geht auf Hubert von Herkomer zurück, der im damals zu Landsberg gehörigen Waal geboren wurde und seinen Lebensabend in der Stadt am Lech verbrachte. Der mit 7000 Euro ausgestattete Preis wird im Abstand von mindestens fünf Jahren an Künstler aus der Stadt Landsberg am Lech oder dem Umkreis der Stadt sowie an Künstler verliehen, die durch ihr Werk mit Landsberg am Lech oder seiner Umgebung verbunden sind.
Die Kandidaten werden vom Stadtrat, von regionalen und überregionalen Künstlervereinigungen und vom vorhergehenden Preisträger vorgeschlagen. Ein Auswahlgremium samt Oberbürgermeister und Kulturreferent der Stadt Landsberg trifft auf der Basis dieser Vorschläge die Entscheidung. Mit der Auszeichnung verbunden ist die Verpflichtung des Künstlers, sein Werk in Landsberg, sei es durch eine Ausstellung, ein Konzert oder eine Lesung, vorzustellen.
Der Hubert-von-Herkomer-Preis ist damit die höchste Auszeichnung für kulturelles Schaffen, die die Stadt Landsberg am Lech vergibt.

## Preisträger (Auswahl)
- 1991: Luise Rinser
- 1994: Viktor Frankl
- 1997: Klaus Schröter
- 1998: Albert Ostermaier
- 2002: Samuel Bak
- 2006: Wolf-Eckart Lüps
- 2009: Josef Lang
- 2014: Johannes Skudlik
- 2019: Egon Stöckle

## Namensvetter
Bereits ab 1902 gab es ebenfalls einen Herkomer-Preis, der als Auszeichnung nach Automobil-Wettfahrten ausgereicht worden war. Die Teilnehmer mussten mindestens drei Konkurrenzen absolvieren. Eine Jury vergab Punkte nach der Platzierung bei den vorangegangenen Wettfahrten, nach einer Geschwindigkeits-Konkurrenz sowie nach Schönheit des Fahrzeugs und dem verwendeten Motor. Der Teilnehmer mit den meisten Punkten wurde zum Sieger gekürt. Der Name des Preises geht ebenfalls auf Hubert von Herkomer zurück.